# Accident d'un 747 cargo au Kirghizistan
Vol Turkish Airlines 6491
L'accident d'un 747 cargo au Kirghizistan s'est produit le 16 janvier 2017, lorsqu'un Boeing 747-400 assurant le vol Turkish Airlines 6491 (TK 6491) s'est écrasé dans une zone résidentielle, alors qu'il tentait d'atterrir dans un épais brouillard à l'aéroport international de Manas, au Kirghizistan, provoquant la mort des 4 membres d'équipage ainsi que de 35 autres personnes au sol.
Exploité par la compagnie ACT Airlines (en), pour le compte de Turkish Airlines Cargo, ce vol cargo international régulier devait relier Hong Kong à Istanbul, en Turquie, avec une escale prévue à Bichkek, capitale du Kirghizistan.
L'enquête qui a suivi a révélé que l'avion n'a pas réussi à acquérir correctement le signal du système d'atterrissage aux instruments (ILS), restant nettement plus haut que la trajectoire d'approche normale tout en survolant toute la longueur de la piste ; il est ensuite entré en collision avec des maisons quelques secondes après avoir amorcé une remise de gaz.

## Avion et équipage

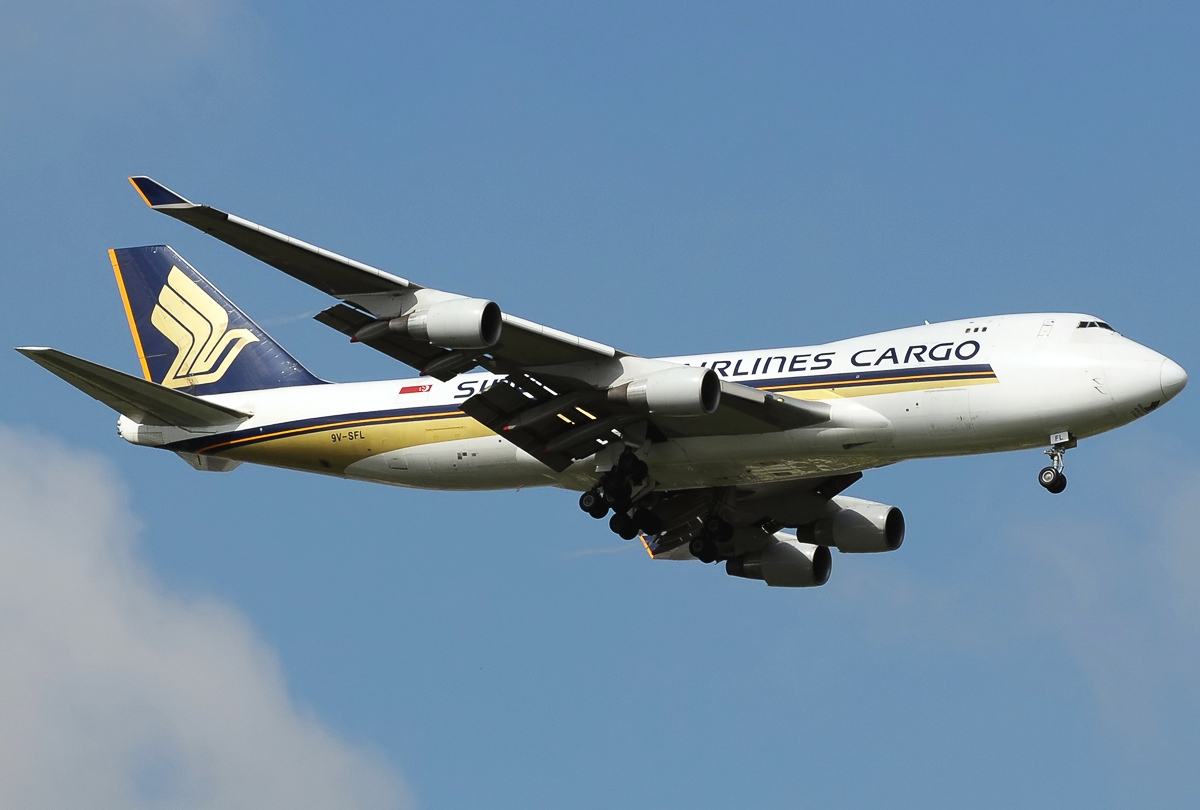
Le 747 impliqué dans l'accident, ici en décembre 2012, alors qu'il opérait pour Singapore Airlines Cargo, sous son ancienne immatriculation (9V-SFL).

L'appareil impliqué est un Boeing 747-412F, immatriculé TC-MCL (numéro de série 32897/1322) et propulsé par quatre turboréacteurs double flux Pratt & Whitney PW4056. Il cumulait 46 820 heures de vol et 8 308 cycles (décollage/atterrissage) au moment de l'accident.
Il est entré en service auprès de Singapore Airlines Cargo en 2003, sous l'immatriculation 9V-SFL. Après plusieurs périodes de stockage, l'avion a été acquis par LCI Aviation en 2015. Il a ensuite été loué à la compagnie de fret turque ACT Airlines (en), basée à Istanbul, qui a ensuite commencé à l'exploiter pour le compte de Qatar Airways Cargo, suivie de Turkish Airlines Cargo à partir de 2017. Sa dernière visite de type C avait été effectué le 6 novembre 2015.
L'équipage du vol 6491 est composé du commandant de bord Ibrahim Diranci et du copilote Kazim Ondul (tous deux âgés de 59 ans), ainsi que du responsable de chargement Ihsan Koca et du mécanicien Melih Aslan.

## Accident
À 07h19, heure locale, le vol 6491 s'est écrasé à près d'un kilomètre (3 300 pieds) au-delà de l'extrémité de la piste 26 de l'aéroport international de Manas, dans un épais brouillard. 
Selon les premiers rapports, le 747 n'a pas réussi à prendre suffisamment d'altitude lors d'une tentative de remise de gaz. Il s'est écrasé à grande vitesse sur le sol, entrant en collision avec une clôture en béton, située au bout de l'aéroport, avant de détruire plusieurs maisons dans une zone résidentielle. L'avion s'est disloqué sous la violence du choc et le carburant déversé au sol a pris feu rapidement après le crash.
Les autorités kirghizes ont déclaré plus tard que l'équipage tentait résolument d'atterrir, au lieu d'interrompre l'atterrissage.

Site de l'accident
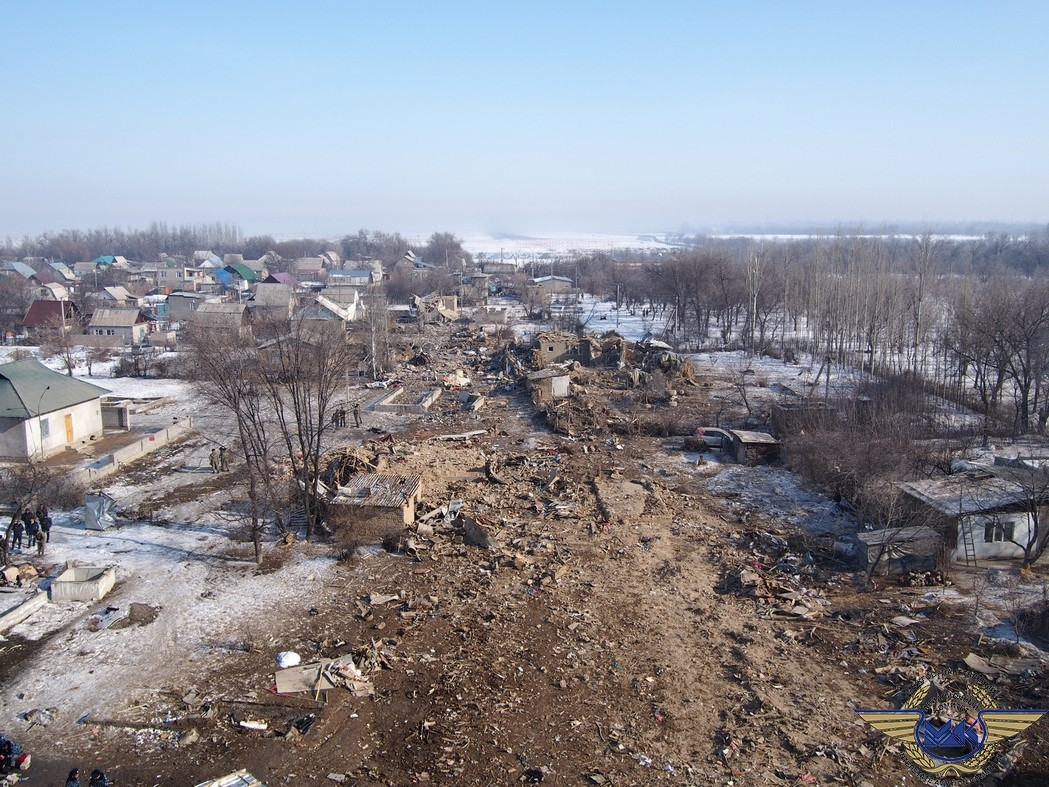
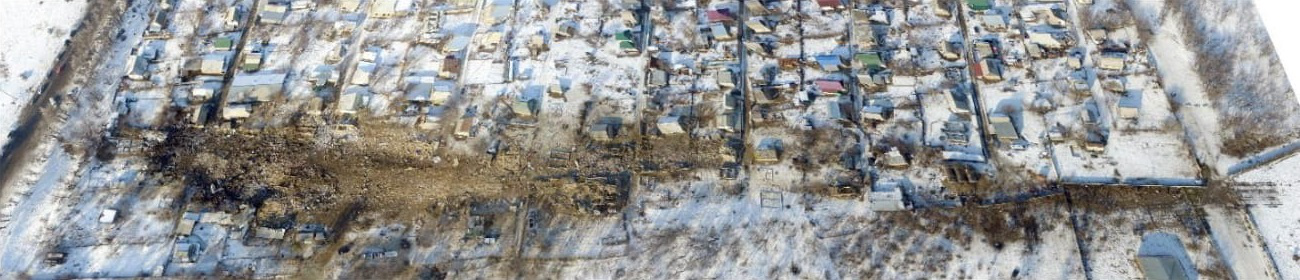
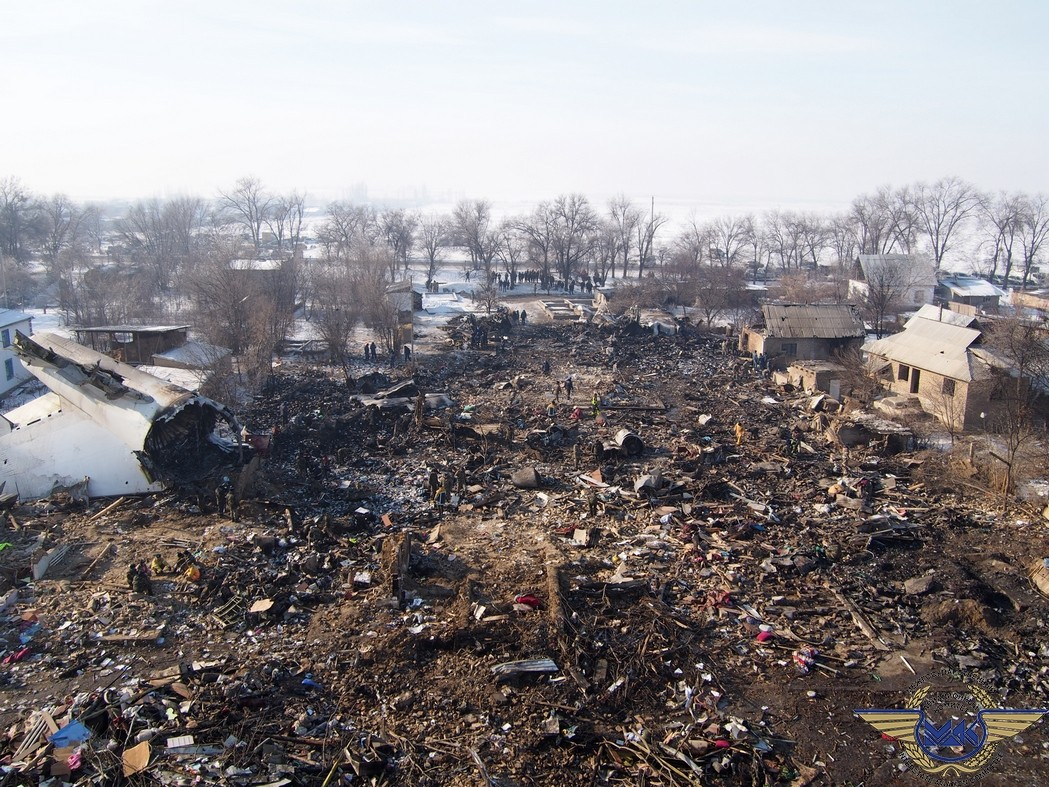

## Bilan
Au total, 39 personnes ont été tuées lors de l'accident : les quatre membres de l'équipage et 35 habitants de Dacha-SU, un quartier résidentiel situé à environ 2 km à l'ouest de l'aéroport. Parmi les victimes se trouvaient 7 hommes, 10 femmes et 17 enfants.
Des témoins et des sauveteurs ont rapporté avoir trouvé le commandant de bord toujours conscient, attaché à son siège, dont il a fallu le détacher. Il est décédé plus tard, alors qu'il était en route vers un hôpital.
Quatorze personnes au sol ont également été blessées, dont plusieurs enfants. Dix-neuf maisons ont été détruites lors du crash et sept autres ont été gravement endommagées. L'aéroport international de Manas a rapidement été fermé et tous les vols ont été annulés peu de temps après l'accident.

## Enquête

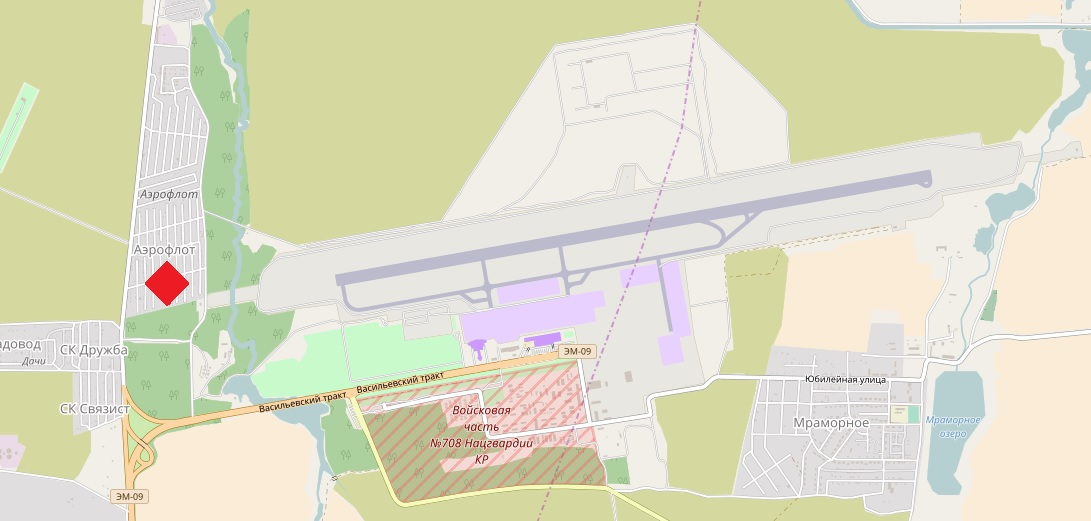
Le lieu de l'accident (carré rouge) du vol 6491, après l'extrémité de la piste 26 de l'aéroport international de Manas.

La cause de l'accident du vol 6491 n'était pas immédiatement claire. Le ministre des Situations d'urgence du Kirghizistan, Kubatbek Boronov, a déclaré qu'il y avait du brouillard à Bichkek au moment de l'accident, mais que les conditions météorologiques n'étaient pas considérés comme critiques. Dans l'après-midi du 16 janvier, l'un des deux enregistreurs de vol a été retrouvé et l'autre a été localisé plus tard au cours du processus de récupération. L'enregistreur de paramètres (FDR) et l'enregistreur phonique (CVR) ont été endommagés lors de l'accident, mais les enquêteurs ont quand même pu récupérer les données des deux enregistreurs.
Le vice-Premier ministre Muhammetkaly Abulgazev a suggéré que la cause de cet accident pourrait être une erreur de pilotage, soulignant que onze autres avions avaient atterri en toute sécurité, dans les mêmes conditions météorologiques, la veille du crash. Il a également ajouté que l'avion avait tenté d'atterrir à deux reprises et avait endommagé les feux de piste à un moment donné. Cette déclaration était en contradiction avec une autre déclaration officielle, selon laquelle l'avion s'est écrasé lors de sa première tentative d'atterrissage.
L'Interstate Aviation Committee (IAC), ou « Comité inter-étatique sur l'aviation », a ouvert une enquête technique.
Le ministère turc des Transports (en) a déclaré qu'il avait envoyé deux experts de son comité d'enquête sur les accidents à Bichkek pour aider les autorités kirghizes. Une équipe technique de Boeing, le constructeur de l'appareil, s'est rendue sur place pour offrir aide et conseils, sous les auspices de l'organisme américain d'enquête sur les accidents, le Conseil national de la sécurité des transports (NTSB).
De nombreuses premières réactions dans la presse indiquaient qu'un avion de Turkish Airlines était impliqué dans l'accident. En réponse, la compagnie aérienne a publié une déclaration affirmant que ni l'avion, ni l'équipage ne faisaient partie de la compagnie aérienne. Les journalistes ont alors été menacés par des avocats turcs, alléguant une atteinte à leur réputation. Néanmoins, le vol était opéré sous un numéro de vol de Turkish Airlines (TK 6491).

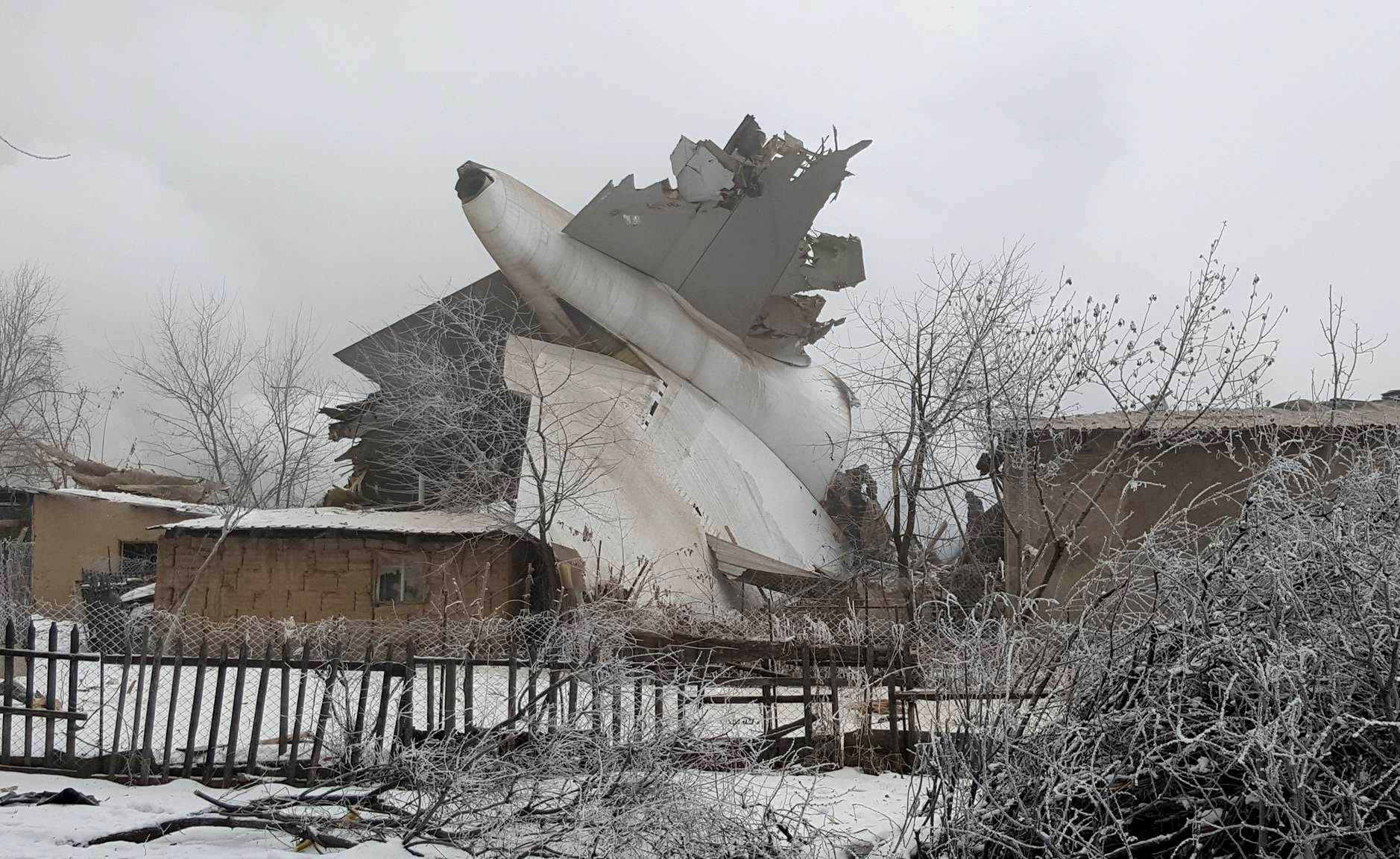
La queue du 747 accidenté, photographié peu de temps après le crash.

Le rapport d'enquête préliminaire a révélé que l'avion a entamé son approche trop tardivement, et a capturé par inadvertance une fausse pente de descente. Après l'avoir capturé, les trois systèmes du pilote automatique du 747 ont alors initié la descente, dans des conditions de faible visibilité. Initialement, les trois systèmes étaient engagés (LAND 3). La fausse pente de descente a été perdue 15 secondes après son acquisition, et les indications AP CAUTION et FMA FAULT 2 ont été enregistrés par le FDR, indiquant que le pilotes automatique continuerait à faire descendre l'avion en suivant une pente de descente de 3°, en utilisant le guidage inertiel. Puis, un des systèmes s'est désengagé (LAND 2) et les deux systèmes restants ont continué de faire voler l'avion jusqu'à la hauteur de décision, qui est alors de 99 pieds (30 m). L'équipage n'a ensuite pas acquis les références visuelles extérieures requise une fois arriver à la hauteur de décision, et a initié une remise de gaz quelques instants plus tard, à une altitude de 58 pieds (17 m), en appuyant sur le Takeoff/go-around switch (TO/GA). Étant donné que le terrain était légèrement en pente après la fin de la piste, l'avion n'avait pas suffisamment d'altitude à ce moment-là pour remonter en toute sécurité.

### Rapport final
Le 3 mars 2020, l'IAC a publié son rapport final sur l'accident du vol 6491, indiquant que la cause probable du crash est la perte de contrôle, par les pilotes, de la position de l'avion par rapport à la trajectoire de descente lors de l'approche aux instruments, effectuée de nuit et dans des conditions météorologiques propices à un atterrissage de catégorie II, d'après les normes de l'Organisation de l'aviation civile internationale (OACI). Le rapport énumère également de nombreux autres facteurs ayant contribué à l'accident.
Le 17 janvier 2017, la presse kirghize a rapporté qu’ACT Airlines (en) a déclaré son intention de verser aux victimes une indemnisation pour toutes les pertes matérielles et immatérielles, citant un communiqué de presse publié sur le site officiel de la compagnie aérienne. Le communiqué de presse lui-même indique cependant que seules les pertes étaient couvertes par l’assurance.